# We Owned the Night
We Owned the Night è un brano del gruppo Lady Antebellum, estratto come secondo singolo del loro terzo album in studio Own the Night. Il brano, pubblicato il 15 agosto 2011, è stato scritto da Dave Haywood e Charles Kelley con la collaborazione di Dallas Davidson.

## Critica
Billy Dukes di Taste of Country ha dato al brano quattro stelle e mezzo su cinque, spiegando: "il gruppo riesce ancora a mettere suspense nei testi, cosa che rende le loro canzoni così coinvolgenti. Questa canzone è come Lady A senza make-up, con indosso jeans smessi e i capelli, di tutti e tre, uniti insieme in una coda. Si tratta di un nuovo stile, che però risuona familiare, ma a suo modo sexy".

Robbie Daw di Idolator ha detto che ancora una volta, il gruppo, ci ha offerto del country che si affaccia sul pop, che è in grado di attirare una grande varietà di persone, senza dubbio la canzone troverà un posto nelle playlist radiofoniche.

## Tracce

### iTunes
1. We Owned the Night – 3:17

## Classifiche
| Classifica             | Posizione massima |
| ---------------------- | ----------------- |
| Canada                 | 29                |
| Stati Uniti            | 31                |
| Billboard Country Song | 1                 |